# NGC 7179
NGC 7179 este o galaxie situată în constelația Indianul. A fost descoperită în 22 iunie 1835 de către John Herschel. Se află la o distanță de 54,2 de megaparseci de Pământ.